# Opération Nord

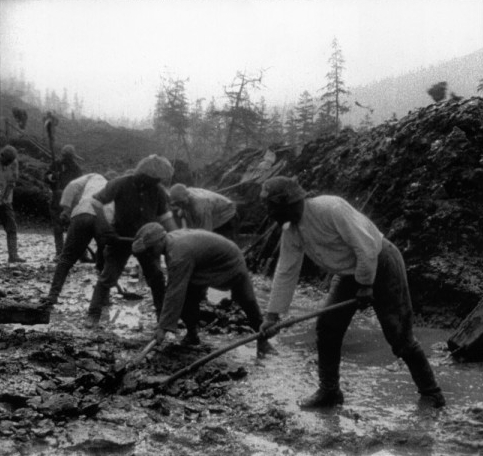
Image de la construction d'un pont dans le secteur de Kolyma

L’opération Nord (en russe : Операция « Север ») est le nom de code de la déportation massive perpétrée par le Ministère à la sécurité gouvernementale (Ministerstvo Gossoudarstvennoï Bezopasnosti) des témoins de Jéhovah et de leurs familles vers la Sibérie en URSS du 1er au 8 avril 1951,,. Il n'y avait pas de témoins de Jéhovah en URSS avant l'annexion par celle-ci des pays baltes, de l'ouest de l'Ukraine, de la Bessarabie et de la Bucovine. Qualifiés « d'éléments religieux », ils étaient considérés comme une menace pour le régime communiste.

## Liste des déportations
- RSS d'Ukraine : 6 308 personnes (2 020 familles)
- RSS de Biélorussie : 394 personnes (153 familles)
- RSS moldave : 2 617 personnes (670 familles)
- RSS de Lettonie : 53 personnes (27 familles)
- RSS de Lituanie : 151 personnes (48 familles)
- RSS d'Estonie : 270 personnes (130 familles).

## Déportés célèbres
- Zinaida Greceanîi (ancienne Première ministre moldave)